# Perisphincter kiushuensis
Perisphincter kiushuensis är en stekelart som först beskrevs av Tohru Uchida 1928.  Perisphincter kiushuensis ingår i släktet Perisphincter och familjen brokparasitsteklar. Inga underarter finns listade i Catalogue of Life.